# Nunzio Malasomma

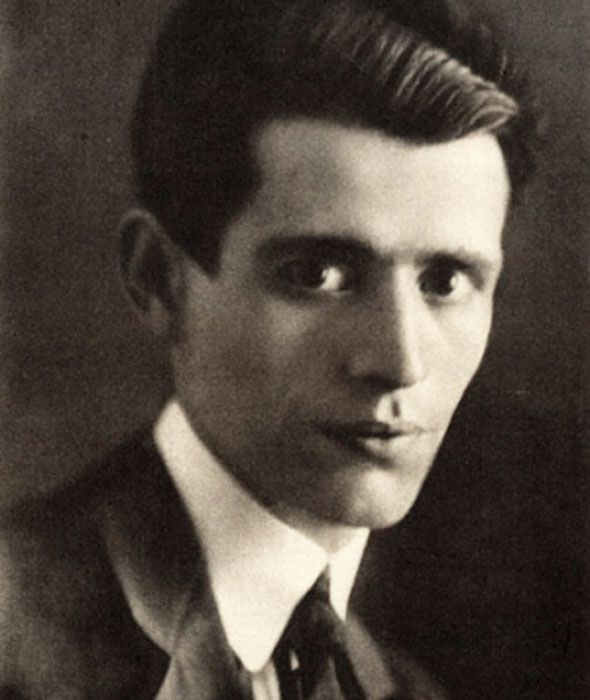
Nunzio Malasomma (circa 1920)

Nunzio Malasomma (* 4. Februar 1894 in Caserta; † 12. Januar 1974 in Rom) war ein italienischer Drehbuchautor und Filmregisseur. Zu seinen bekanntesten Filmen gehören Mister Radio (1924), Der Kampf ums Matterhorn (1928), Der Sohn der weißen Berge (1930) und Die Frau ohne Vergangenheit (1939).

## Leben
Nach einem technischen Studium wandte Nunzio Malasomma sich dem Journalismus zu und gründete 1920 gemeinsam mit Luciano Doria die Film- und Theaterzeitschrift „Fortunio“. Zum Film kam er als Autor. Seine ersten beiden Drehbücher schrieb Malasomma 1921 und 1923 für die in Turin und Rom ansässige Produktionsfirma Fert Film. Nachdem Mussolini 1923 durch einen Putsch zum italienischen Ministerpräsidenten aufgestiegen war, ging Malasomma nach Deutschland. Viele andere italienische Filmkünstler – wie Mario Bonnard, Guido Brignone und Gennaro Righelli – taten dasselbe. Für Righelli, der in Berlin von der jungen Trianon-Film engagiert wurde, schrieb er 1924 das Drehbuch zum Heinrich-George-Film „Steuerlos“. Noch im selben Jahr produzierte das Team einen weiteren Film, „Orient – Die Tochter der Wüste“, mit Harry Liedtke und Righellis Ehefrau Maria Jacobini in den Hauptrollen. 1925 inszenierte Malasomma seinen ersten eigenen Film: „Der König und das kleine Mädchen“, in dem neben dem italienischen Stummfilmstar Luciano Albertini und der erfolgreichen Backfischdarstellerin Evi Eva auch Hans Albers zu sehen war. Mit Charlotte Ander und wieder Luciano Albertini in den Hauptrollen drehte Malasomma noch im selben Jahr den Film „Eine Minute vor Zwölf“ und 1926 den Film „Jagd auf Menschen“, in dem neben dem populären italienischen Stummfilmdarsteller Carlo Aldini  wiederum Hans Albers auftrat. Die Zusammenarbeit mit Aldini führte Malasomma in den folgenden beiden Filmen – „Einer gegen alle“ und „Der Mann ohne Kopf“ – fort.
Nachdem Malasomma bisher meist Sensations- und Action-Filme gedreht hatte, wandte er sich 1928 dem Hochgebirgsdrama zu. Nach einem Drehbuch von Bergfilmspezialist Arnold Fanck inszenierte er gemeinsam mit seinem Landsmann Mario Bonnard den Film „Der Kampf ums Matterhorn“, in dem Luis Trenker den italienischen Bergführer Jean-Antoine Carrel spielt, der sich mit dem berühmten englischen Bergsteiger Edward Whymper 1865 einen erbitterten Wettstreit um die Erstbesteigung des Matterhorns liefert. Aus der Zusammenarbeit mit Bonnard und Trenker entstanden zwei weitere Bergfilme: „Der Ruf des Nordens“ (1929) und „Der Sohn der weißen Berge“ (1930).
Nach der Einführung des Tonfilms ging Nunzio Malasomma zurück nach Italien, wo er für die Cinès in Rom mehrere Filme – wie „L’uomo dall'artiglio“ (1931) und „La cieca di Sorrento“ (1934) – drehte. Von 1934 an arbeitete er abwechselnd für italienische und deutsche Produktionsunternehmen. Seinen nächsten deutschen Film – den Luis Trenker-Film „Polarstürme“ (1934) – inszenierte er gemeinsam mit Johannes Häußler für die Berliner Firma Patria. Als Mitte der 1930er Jahre das Publikumsinteresse an den Bergfilmen nachließ, verlegte Malasomma sich auf ästhetische belanglose Melodramen und drehte in schneller Folge Filme wie „Rote Orchideen“ (1938, mit Olga Tschechowa, Albrecht Schoenhals, Camilla Horn und Hans Nielsen), „Die Nacht der Entscheidung“ (1938, mit Pola Negri und Iván Petrovich), „Die fromme Lüge“ (1938, mit Pola Negri und Hermann Braun), „Die Frau ohne Vergangenheit“ (1939, mit Sybille Schmitz und Albrecht Schoenhals) und „Vom Schicksal verweht“ (1941/42, wieder mit Sybille Schmitz und Albrecht Schoenhals). Der Exotikfilm „Vom Schicksal verweht“, der nach dem 1941 verhängten Aufführungsverbot für amerikanische Filme Publikum anlocken sollte, das Filme wie „Vom Winde verweht“ nicht mehr zu sehen bekam, war der letzte Film, den Malasomma vor Kriegsende in Deutschland hervorbrachte. In Italien arbeitete er erneut für die Cinès und andere Produktionsunternehmen, häufig mit Stars wie Vittorio De Sica und Amadeo Nazzari.
Seine letzten Filme inszenierte Nunzio Malasomma in den 1960er Jahren: den Sandalenfilm „La rivolta degli schiavi“ (1960) und den Italowestern „Quindici forche per un assassino“ (1967).

## Filmografie
- 1920: La casa di vetro
- 1920: L'isola della felicità
- 1920: Totote di Gyp
- 1921: Il mercante di emozioni
- 1921: Amore rosso
- 1922: La rosa di Fortunio
- 1922: Sogno d'amore
- 1922: La storia di Clo-Clo
- 1923: Un viaggio nell'impossibile
- 1923: Steuerlos
- 1924: Mister Radio
- 1924: Orient
- 1924: Die Puppenkönigin
- 1925: Der König und das kleine Mädchen
- 1925: Eine Minute vor Zwölf
- 1926: Jagd auf Menschen
- 1927: Einer gegen alle
- 1927: Der Mann ohne Kopf
- 1928: Der Kampf ums Matterhorn
- 1929: Der Ruf des Nordens
- 1930: Der Sohn der weißen Berge
- 1930: Les chevaliers de la montagne
- 1930: Fra Diavolo (deutsche & französische Versionen)
- 1931: L’uomo dall'artiglio
- 1932: La cantante dell'opera
- 1932: La telefonista
- 1932: Sette giorni cento lire
- 1933: La signorina dell'autobus
- 1933: Cléo, robes et manteaux
- 1934: La cieca di Sorrento
- 1935: Milizia territoriale
- 1935: Non ti conosco più
- 1935: Lohengrin
- 1936: Die un-erhörte Frau
- 1936: I due sergenti
- 1937: Nina, non far la stupida
- 1938: Die fromme Lüge
- 1938: Rote Orchideen
- 1938: Die Nacht der Entscheidung
- 1939: Die Frau ohne Vergangenheit
- 1939: Cose dell'altro mondo
- 1940: Dopo divorzieremo
- 1941: Scampolo
- 1941: Vom Schicksal verweht
- 1941: Giungla (italien. Vers. des vorhergehenden Films)
- 1942: Gioco pericoloso
- 1942: Acque di primavera
- 1943: Incontri di notte
- 1943: In due si soffre meglio
- 1943: La signora in nero
- 1947: Der weiße Teufel (Il diavolo bianco)
- 1950: Il diavolo in convento
- 1951: Quattro rose rosse
- 1957: Adorabili e bugiarde
- 1960: Die Sklaven Roms (La rivolta degli schiavi)
- 1967: Die schmutzigen Dreizehn (Quindici forche per un assassino)